# Bassus buttricki
Bassus buttricki är en stekelart som beskrevs av Henry Lorenz Viereck 1917. Bassus buttricki ingår i släktet Bassus och familjen bracksteklar. Inga underarter finns listade.